# Melomanía
La melomanía, filarmonía o musicomanía es el apego notable de una persona hacia la música. Puede llegar a ser una pasión desmedida; dependiendo de la persona, podría generar una dependencia exagerada.

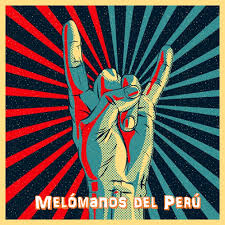
Afiche de una organización llamada Melómanos del Perú.

El melómano es una persona fanática de la música, es decir, que siente un amor excesivo por lo musical, y dedica tiempo y dinero a disfrutarlo, especialmente como oyente.

## Etimología
El vocablo francés mélomane fue acuñado por el músico y dramaturgo francés Pierre-Augustin Caron de Beaumarchais en 1781. Proviene de μέλος mélos que en griego antiguo significa “canción o tonada de origen incierto” y de –manía “pasión, entusiasmo, locura”.

## Semiótica

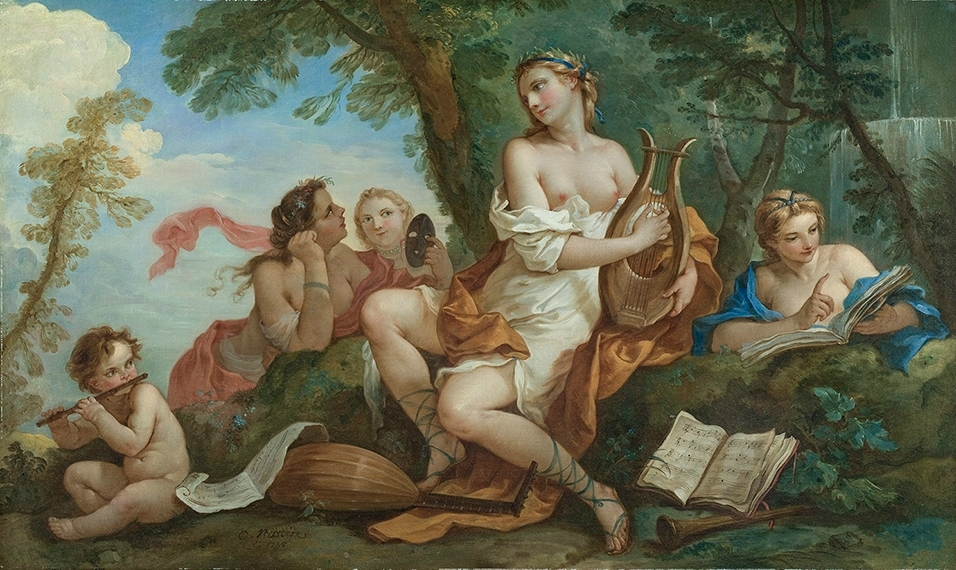
Erató, una serenata a Talía, Euterpe y Melpómene, pintura de Charles-Joseph Natoire, (1738).

La melomanía no es considerada un trastorno psicológico ni una enfermedad, ya que los especialistas creen que no implica ningún riesgo por la persona ni por su entorno. A partir de esta definición consideramos que cualquier persona que disfruta de la música es un melómano, pero generalmente no es así, ya que el melómano presenta un interés exclusivo por la música, no hay otro aspecto en su vida que le despierte la misma atención que la música.
Así pues, los melómanos son aquellas personas que tienen un vínculo especial con todo lo relacionado con la música, ya sea como oyente o compositor. Generalmente, las personas que trabajan con la música son melómanas, ya que dedican la mayor parte de su tiempo y su esfuerzo a su estudio, producción y desarrollo.